# Хадер (город)
Хадер (араб. الحاضر‎) — город на северо-западе Сирии, расположенный на территории мухафазы Халеб. Входит в состав района Джебель-Семъан. Является административным центром одноимённой нахии.

## История
Город был основан арабским племенем Танух (поселение бедуинов) в IV веке при византийском правлении.

## Географическое положение
Город находится в западной части мухафазы на высоте 279 метров над уровнем моря.

Хадер расположен на расстоянии приблизительно 18 километров к юго-западу от Алеппо, административного центра провинции.

## Население
По данным официальной переписи 2004 года численность населения города составляла 8550 человек (4603 мужчина и 3947 женщин).